# Justice Prisoner and Alien Transportation System
Justice Prisoner and Alien Transportation System (JPATS) – znana jako Con Air,  amerykańska agencja rządowa odpowiedzialna za przewóz skazanych pomiędzy więzieniami, ośrodkami detencyjnymi, sądami oraz innymi lokalizacjami. Jest to największa sieć transportu osadzonych na świecie. Agencją zarządza United States Marshals Service.
Zaraz po zamachach z 11 września 2001, gdy FAA uziemiła wszystkie cywilne samoloty, JPATS był jedynym przewoźnikiem pasażerskim, który mógł wykonywać loty w przestrzeni powietrznej stanów zjednoczonych.
Flota JPATS składa się z trzech samolotów rejsowych. Samoloty te obsługują dużą liczbę tras, które obejmują zasięgiem prawie każde większe miasto w Stanach Zjednoczonych.

## Galeria

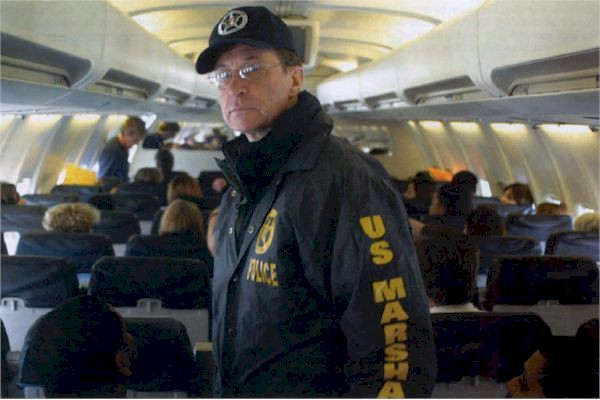
US Marshall na pokładzie samolotu Con Air
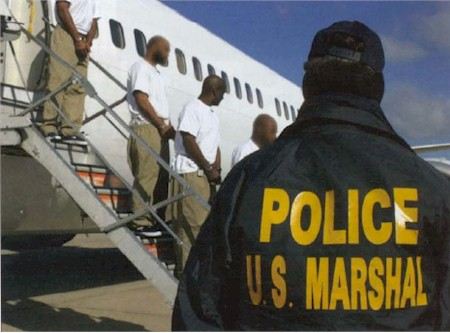
Więźniowie opuszczający samolot
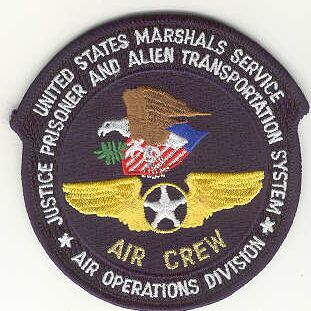
Naszywka wydziału operacji lotniczych JPATS

## Odniesienia w popkulturze
Odniesienia do agencji JPATS pojawiły się m.in. w takich produkcjach filmowych jak: Con Air – lot skazańców (1997), Wydział pościgowy (1998) czy w serialu Orange Is the New Black w odcinku pt. „Thirsty Bird” (2014).